# Jeffrey Reddick
Jeffrey Reddick (12 de julho de 1969) é um roteirista e diretor de cinema norte-americano, mais conhecido por ser o criador da franquia Final Destination.

## Carreira
Reddick nasceu em Jackson, Kentucky e frequentou a Breathitt County High School. Ele estudou no Berea College e é membro da Fé Bahá'í.
Aos catorze anos de idade, Reddick escreveu um tratamento de dez páginas de uma pré-sequência para A Nightmare on Elm Street e o enviou para a New Line Cinema. O estúdio não aceitou o material não solicitado e o devolveu sem tê-lo lido. Reddick entrou em contato com o fundador do estúdio, Robert Shaye, e pediu que ele lesse o tratamento. Shaye leu e respondeu. Este foi o início de uma relação por carta e telefone entre Shaye e seu assistente, que durou anos. Enquanto estava na faculdade, Jeffrey conseguiu um estágio na New Line e trabalhou para o estúdio por quase onze anos. O estúdio produziu o roteiro de Reddick para Final Destination.
Após a venda de seu roteiro de Final Destination 2, ele deixou seu emprego de tempo integral na New Line. Reddick foi convidado especial do The Whens and the Wheres, evento voltado para roteiristas e aspirantes a essa profissão organizado pelo Universal Studios Backlot, em 8 de julho de 2010.